# Hopjesvla

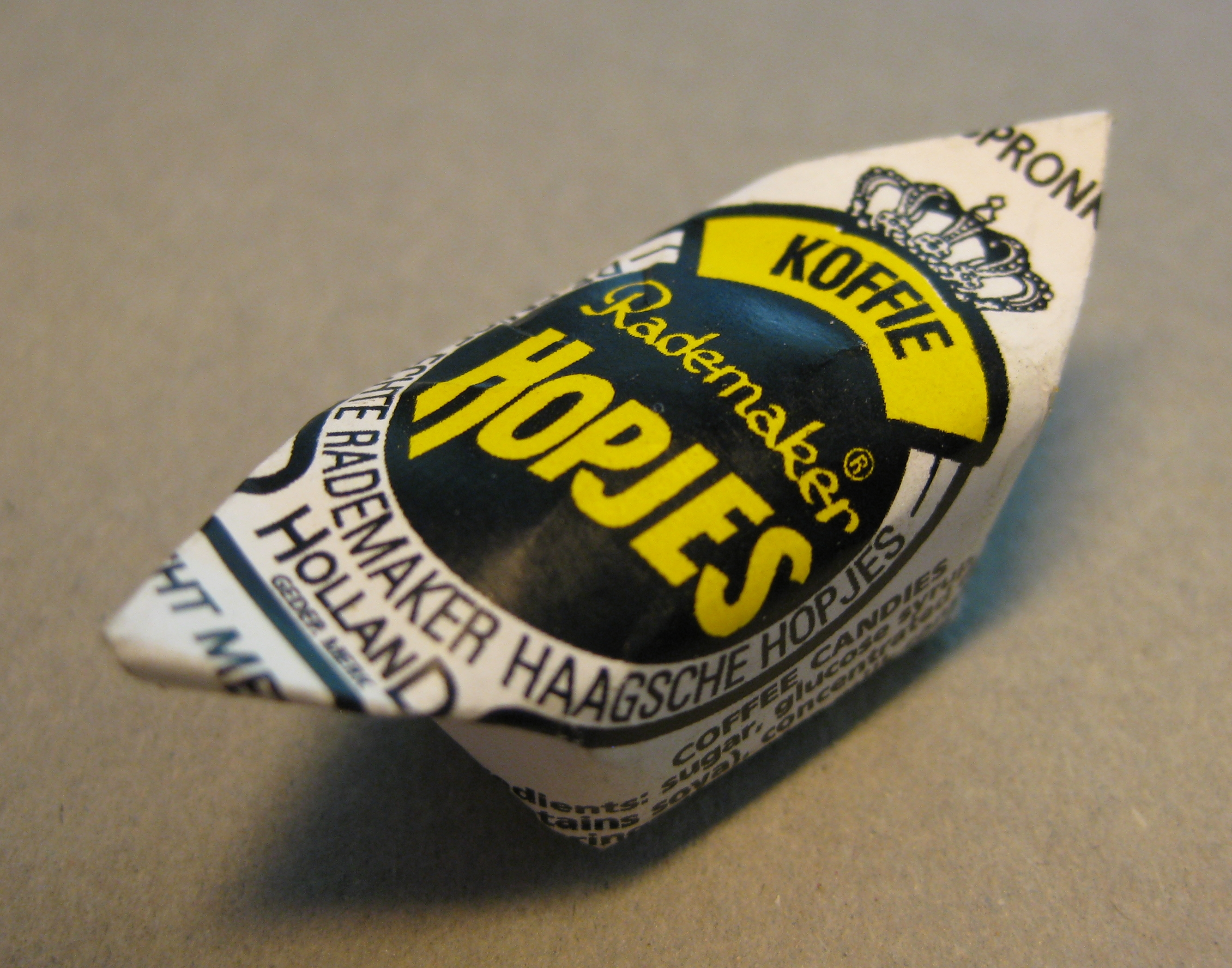
Hopjesvla is gebaseerd op dit snoepje

HopjesVla is een Haagsche vla-specialiteit, gebaseerd op het Haagsche hopje. De vla heeft een karamel- en koffiesmaak.

## Geschiedenis
Door de komst van custard en puddingpoeders won vla na de Tweede Wereldoorlog aan populariteit. De oorsprong van de hopjesvla is niet bekend, maar geschat wordt dat het recept stamt uit de jaren '60 van de twintigste eeuw. Koffievla, die net als hopjesvla een koffiesmaak heeft, bestond al in de negentiende eeuw. Het verschil tussen hopjesvla en koffievla is de toevoeging van karamel.

## Ingrediënten
Ingrediënten die altijd in hopjesvla zitten zijn melk, tot karamel gebrande suiker, (oplos)koffie of koffievervanger en een verdikkingsmiddel zoals ei, custard of maiszetmeel.